# Alfred Devrient

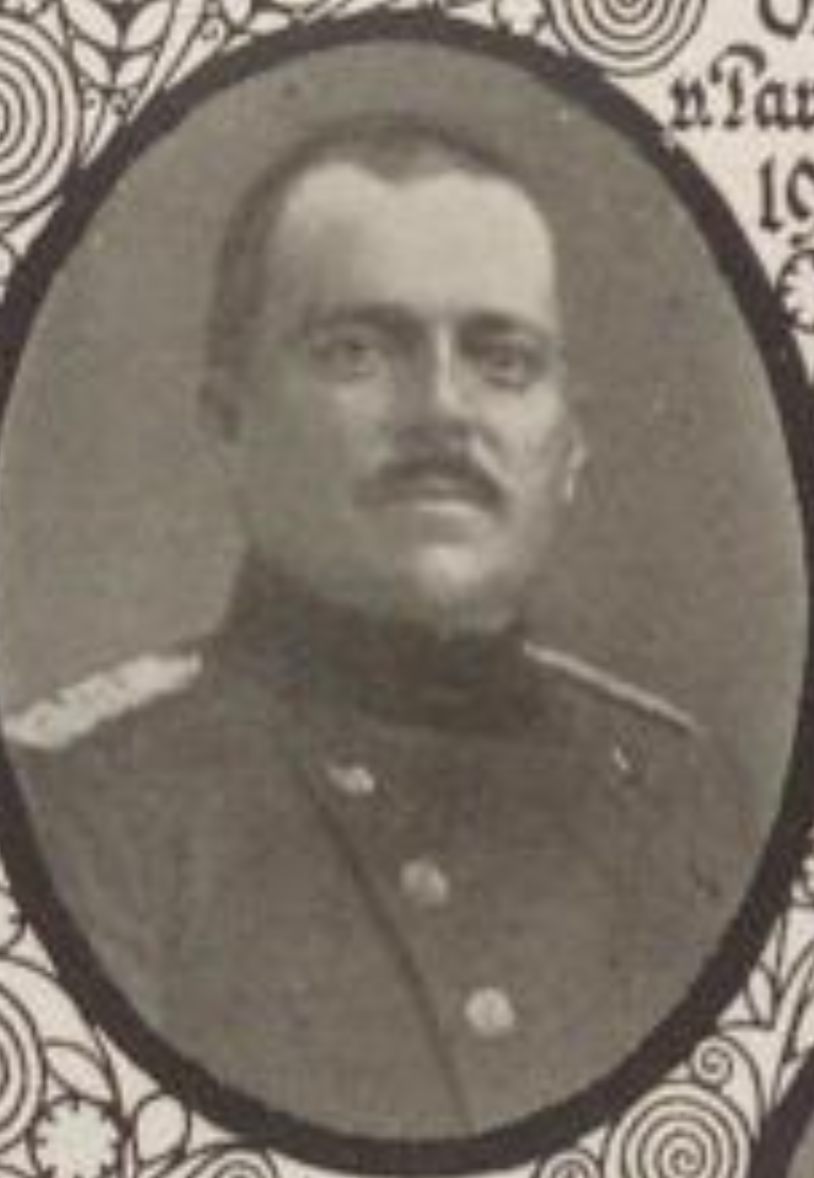
Alfred Devrient

Emil Wilhelm Alfred Devrient (* 21. Mai 1860 in Schmölln; † 23. November 1925 in Dresden) war ein sächsischer Generalleutnant.

## Leben

### Militärkarriere
Devrient besuchte die Dresdner Kreuzschule und trat am 30. Oktober 1879 als Fähnrich in das 1. Feldartillerie-Regiment Nr. 12 der Sächsischen Armee ein. In den folgenden Jahren wurde er am 12. Oktober 1880 zum Sekondeleutnant und am 20. März 1889 zum Premierleutnant befördert sowie zum Regimentsadjutanten ernannt. Unter Stellung à la suite des Regiments wurde er Adjutant der 1. Artillerie-Brigade Nr. 12, wo am 24. Juli 1892 seine Beförderung zum Hauptmann erfolgte. 1893 kehrte er wieder in sein Regiment zurück. Nach Beförderung zum Major am 8. Dezember 1902 diente er als Kommandeur der I. Abteilung im 5. Feldartillerie-Regiment in Pirna. Nach Beförderung zum Oberstleutnant am 19. August 1907 wurde er Kommandeur des 3. Feldartillerie-Regiment Nr. 32 in Riesa.
Nach weiterer Beförderung zum Oberst am 24. Januar 1911 wurde er zum Kommandeur der 4. Feldartillerie-Brigade Nr. 40 ernannt. Er führte die Brigade nach Ausbruch des Ersten Weltkrieges in das neutrale Belgien und nach Nordfrankreich. In der Schlacht an der Marne im September 1914 unterstützte Devrient die Artillerie der ihm übergeordneten Division aufs Beste und erhielt dafür am 15. Oktober 1914 das Ritterkreuz des Militär-St.-Heinrichs-Ordens. Er schied als Generalleutnant aus der Armee aus und starb im November 1925 an einem Schlaganfall.